# Cisterna di Latina
Pour les articles homonymes, voir Cisterna.
Cisterna di Latina est une ville italienne de la province de Latina, dans la région Latium, en Italie.

## Administration
| Période                                  | Période          | Identité               | Étiquette     | Qualité |
| ---------------------------------------- | ---------------- | ---------------------- | ------------- | ------- |
| 28 juin 2004                             | 7 juin 2009      | Mauro Carturan         | Centro-Destra |         |
| 7 juin 2009                              | 25 mai 2014      | Antonello Merolla      | Centro-Destra |         |
| 25 mai 2014                              | 3 janvier 2018   | Eleonora Della Penna   | Liste civique |         |
| 3 janvier 2018                           | 11 juin 2009     | Monica Ferrara Minolfi |               |         |
| 11 juin 2018                             | 12 novembre 2018 | Mauro Carturan         |               |         |
| 12 novembre 2018                         | 5 janvier 2019   | Monica Ferrara Minolfi |               |         |
| 6 janvier 2019                           | En cours         | Mauro Carturan         |               |         |
| Les données manquantes sont à compléter. |                  |                        |               |         |

### Hameaux
Borgo Flora, Cerciabella, Le Castella, Doganella di Ninfa, Isolabella-Olmobello, Prato Cesarino, Diciassette Rubbie, San Valentino, Torrecchia, Castel Ginnetti

### Communes limitrophes
Aprilia, Artena, Cori, Latina, Norma, Sermoneta, Velletri.

## Jumelages
- Fort Smith (États-Unis) depuis 1984
- Grombalia (Tunisie) depuis 2003

## Personnalités liées à la commune
- Cesare Battisti (1954), romancier, activiste et terroriste, né dans la commune.